# Lena Fries-Gedin
Lena Fries-Gedin, folkbokförd Lena Karin Gedin, född Fries 14 november 1931 i Örebro, är en svensk översättare. Hon har under sitt yrkesverksamma liv främst översatt från engelska och franska till svenska. Hon är mest känd för översättningen av Harry Potter-böckerna, skrivna av J.K. Rowling. Hon har även översatt böcker av till exempel Ursula K. Le Guin, Anne Delbée, Jeanette Winterson och Annie Proulx. Hon är mor till Norstedts förlagschef Eva Gedin och programledaren vid SVT Jessika Gedin samt svägerska till Per I Gedin.

## Biografi

### Bakgrund
Lena Fries-Gedin är dotter till läromedelsförfattaren, lektor Stellan Fries och översättaren och lektrisen Anne-Marie Fries, ogift Ingeström. Hon växte upp i Södra Ängby i Stockholm.

### Yrkesliv
Efter studentexamen vid Bromma läroverk studerade hon engelska, franska, ryska och andra slaviska språk i Uppsala, där hon bodde tillsammans med sin man, lektor Hans I. Gedin, fram till 1966 då familjen flyttade till Härnösand. Hans Gedin avled 1976. Lena Fries-Gedin började arbeta som språklärare vid gymnasiet i Härnösand 1968 och fortsatte där fram till pensionen 1996. 
Samtidigt har hon arbetat som översättare sedan början på 1950-talet. Redan under studietiden sökte hon efter ett extraarbete och frågade sin mors barndomsvän Astrid Lindgren, som var chef för Rabén & Sjögrens barnboksavdelning, om hon kunde få översätta någon engelsk bok som förlaget planerade att ge ut. Hon fick då sitt första översättaruppdrag, nämligen boken John and Mary, som utkom på svenska 1954. Hon har sedan dess översatt cirka 80 barn- och vuxenböcker till svenska.
Lena Fries-Gedin har översatt alla de sju böckerna om Harry Potter; den sista boken utkom i november 2007. Hon tycker att böckerna har varit roliga att arbeta med eftersom de innehåller många skojiga och fantasifulla namn, ordlekar och verser. 
År 2018 utnämndes hon till hedersdoktor vid Uppsala universitet.

### Familj
Lena Fries-Gedin var från 1956 till makens död gift med läraren och kemisten Hans I. Gedin (1927–1976). De fick barnen Annika 1957, Staffan 1959, Eva 1963 och Jessika Gedin 1970.

### Webbkällor
- Åsa Hagenblad (19 juni 2003). ”Hon förvandlar Harry Potters värld till svenska”. Sydsvenskan. Arkiverad från originalet den 16 oktober 2015. https://web.archive.org/web/20151016190201/http://www.sydsvenskan.se/samtidigt/hon-forvandlar-harry-potters-varld-till-svenska/.
- Ossi Carp (21 juli 2007). ”Tyngre språk för var Potterbok”. Dagens Nyheter. http://www.dn.se/dnbok/tyngre-sprak-for-var-potterbok/.
- ”Karin Nyman och Lena Fries-Gedin”. Mittuniversitetet. Arkiverad från originalet den 25 oktober 2007. https://archive.today/20071025065321/http://www.miun.se/mhtemplates/MHPage____28239.aspx. Läst 12 september 2015.
- ”Harry Potter hemlig - också i Härnösand”. svt.se. 18 juli 2007. http://www.svt.se/nyheter/regionalt/vasternorrland/harry-potter-hemlig-ocksa-i-harnosand. Läst 23 augusti 2007.
- ”Lena Fries-Gedin: Nu går jag i ide”. Blekinge Läns Tidning. 21 juli 2007. http://blt.se/article/948985_219-0-0-0. [död länk]
- Harald Bergius (27 juli 2003). ”Hon tar sig friheter med Harry Potter”. Dagens Nyheter. http://www.dn.se/kultur-noje/hon-tar-sig-friheter-med-harry-potter/.